# Palau de Mar
El Palau de Mar, antics Magatzems Generals de Dipòsit, és un conjunt arquitectònic situat a la plaça de Pau Vila i el moll del Dipòsit del Port de Barcelona, catalogat com a Bé Cultural d'Interès Local. Actualment és la seu del Museu d'Història de Catalunya i del Departament de Drets Socials de la Generalitat de Catalunya.

## Descripció
El conjunt, de planta baixa, tres pisos i un sota coberta, està format per dos cossos rectangulars separats per un passadís central descobert que s'obre, a través d'unes arcuacions, a la plaça de Pau Vila i al moll. Cada edifici disposa també d'un tram central diferenciat des del punt de vista compositu i decoratiu de la façana que queda perfectament emmarcat per unes filades de carreus de pedra verticals i grans finestrals de mig punt.
L'estructura es caracteritza per la seva configuració simètrica i senzilla, que s'inspira en els docks portuaris anglesos

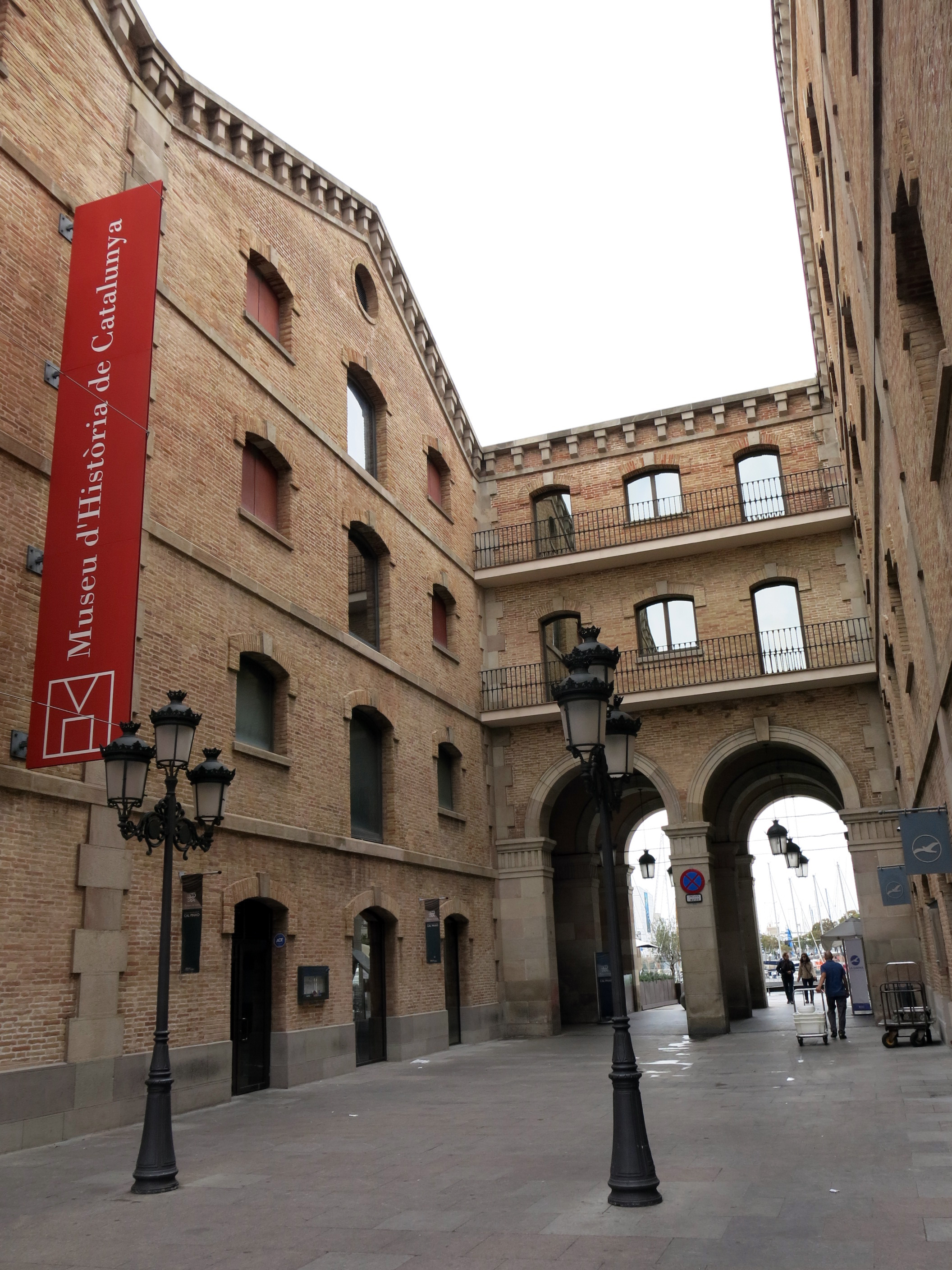
Passadís central del Palau de Mar, amb l'accés al Museu d'Història de Catalunya

Una de les característiques més representatives és la seva configuració a base d'una sèrie de naus paral·leles cobertes a doble vessant i les façanes de maó vist amb encintats horitzontals de pedra que separen cadascun dels nivells. Tot i l'homogeneïtat en la composició de les façanes, es podria considerar el frontis que dona al Moll com el més monumental per la presència d'un pòrtic de dues naus i catorze trams, cobert amb revoltó de maó de pla i biga de ferro. Aquest pòrtic s'obre al moll a través d'un seguit d'arcuacions de mig punt amb rosca de pedra que es recolzen a sobre de grans pilars amb un fris esculpit. A més de crear un espai de circulació exterior protegit dels agents atmosfèrics, dona accés al passadís longitudinal que separa els dos edificis del conjunt.
La planta baixa presenta una sèrie d'obertures majoritàriament en forma de portes amb maó en sardinell, a excepció de les arcuacions de la banda del moll. Pel que fa a la resta de nivells, l'edifici presenta una visible homogeneïtat en la distribució de les obertures, amb sardinell de maó i perfectament alineades amb l'eix vertical de cada pis. Existeix però un ritme en la disposició de finestres de més amplada, que es corresponen amb el centre axial de cada edifici i el tram central que coincideix amb la zona del passadís (on es disposen per parelles).
L'estructura interior resulta de gran eficàcia quan cal un espai diàfan capaç de suportar importants càrregues, com en origen exigia un magatzem de mercaderies d'aquest tipus. Actualment un dels edificis està destinat a dependències administratives de la Generalitat, fet que ha condicionat la transformació de l'interior per tal de distribuir les oficines i demés espais de gestió.
Pel que fa a la distribució actual de l'edifici ocupat pel museu, la planta baixa acull l'accés i la botiga del museu; la primera es configura com un espai lliure per exposicions temporals i oficines administratives de la institució. La segona i tercera planta queden destinades a l'exposició permanent del MHC i a la quarta (de nova creació) se situen la biblioteca, una petita sala d'actes, la mediateca i una cafeteria amb terrassa sobre el Port Vell. L'interior també presenta algunes modificacions respecte el projecte original. A la planta baixa encara és visible l'estructura original de final del segle xix, a base de pilars i jàsseres de fosa amb reblons i una coberta amb voltes de maó de pla en revoltó. Des d'aquest espai -que funciona a manera de rebedor del museu- s'accedeix a un àmbit molt ampli que presenta la morfologia d'un pati, al voltant del qual es disposen els accessos verticals (escales i ascensor) i les diverses plantes que s'obren a ell a través d'una estructura de corredors. Aquest espai es troba cobert per un sostre pla on es localitzen uns grans llums.

## Història
Una Reial Ordre del 3 de març de 1818 autoritzava la construcció d'unes estructures al port que permetessin facilitar i abaratir el tractament de mercaderies provinents de l'estranger. Aquesta disposició topà amb l'oposició del Gremi de Fabricants de la ciutat, que ho considerava un atac als seus interessos. No fou fins al 1827 que els comerciants, amb el suport de la Junta de Comerç, aconseguiren vèncer les reticències dels fabricants i una nova Reial Ordre disposà la creació d'un dipòsit comercial a Barcelona. Finalment el mes d'agost del 1831, la Junta de Comerç decidí situar (per mitjà d'un contracte de lloguer amb el Real Patrimoni), els magatzems a l'andana baixa del Moll Vell.
Poc temps després de l'adquisició del terreny, es construiren les primeres instal·lacions, davant de la platja del Portal de Mar i sota la direcció de l'arquitecte Josep Oriol Mestres. Aquestes no van trigar en ser insuficients, fet que condicionà la construcció d'un nous Magatzems Generals de Dipòsit (Crèdit i Docks) a l'avinguda d'Icària, projectats per Elies Rogent el 1874 i comunicats amb el port a través d'una fia fèrria.
Els avanços en matèria de navegació i comerç (amb embarcacions de més eslora i més calat) i la pressió empresarial que demanava una reducció de les estades a port i més rapidesa en les operacions de càrrega i descàrrega, van propiciar un nou replantejament del sistema portuari fins llavors considerat deficitari amb relació a les expectatives de comerç de l'època. El 1868, amb la voluntat de fer front a les noves necessitats, es constituí la Junta d'Obres del Port de Barcelona. El seu director entre 1868 i el 1881, Maurici Garran, va dir, en una conferència a l'Ateneu Barcelonès el 1877, quins eren els objectius principals de la reforma portuària: «No basta tener un puerto donde fondear los barcos, es preciso tener donde descargar las mercancías. No basta al comercio la seguridad de los buques; necesita dársenas, muelles espaciosos y medios adecuados para cargarlos, descargarlos y carenarlos; y casi inútil sería lo primero si lo segundo no se alcanzase. El demorar un solo día el proporcionar los medios que facilitan la carga, descarga, depósito, reconocimiento, almacenaje y transporte de las mercancías, es perjudicar evidentemente los intereses del país».
A l'arxiu històric de l'Autoritat Portuària de Barcelona es conserva el projecte original signat per Garran l'1 de març de 1881, com cap i director de les obres. Amb tot, l'obra s'ha atribuït a l'arquitecte Elies Rogent. La memòria descriptiva diu que, segons la distribució general dels terrenys de la zona marítima efectuada d'acord amb la Reial Ordre de 20 d'octubre de 1872, al moll de la Platja dels Pescadors «[...] se proyecta un extenso solar para el establecimiento de un espacioso almacén […] que será muy ventajoso para la colocación de aquellas mercancías […] que no hayan de entrar en la ciudad o no se destinen al consumo interior. Colocado el edificio de esta manera las mercancías pasan directamente de las barcas a los almacenes y desde estos a aquellos con la mayor economía». L'objectiu era acollir mercaderies que havien de ser reembarcades, fet que exigia disposar d'unes certes facilitats tècniques i estructurals que van ser plasmades al nou edifici. Aquesta necessitat de facilitar la càrrega i la descàrrega van condicionar la construcció de l'edifici a primera línia de costa tot seguint els models dels grans dipòsits comercials d'Anglaterra.
La construcció dels fonaments es va iniciar l'any 1885, el 17 de desembre de 1894 s'adjudicà l'obra a la societat Material para ferrocarriles y construcciones (vegeu Can Girona) i va quedar enllestit el 31 de maig de 1900.
Al llarg de la seva història, l'edifici ha tingut diversos usos, ja que no es va fer servir mai com a dipòsit comercial, probablement perquè quedava molt allunyat de la boca del port, disposava de més d'una planta, i per l'alt cost del manteniment. Es per aquest motiu que durant un temps va ser quarter de carrabiners. Posteriorment, va quedar en desús i va estar a punt de ser enderrocat (com va passar amb els antics rafals del moll de la Barceloneta). Finalment, però, amb motiu de la celebració dels Jocs Olímpics a Barcelona l'any 1992, va ser objecte d'una sèrie de reformes a càrrec dels arquitectes Joan Arias i Joan Solà per tal de donar-li un ús administratiu. Una part va quedar ocupada per les oficines del Departament de Benestar Social de la Generalitat de Catalunya i alguns dels baixos es van adequar com restaurants. Però la decisió més important arriba el juliol de 1993, quan el Govern de la Generalitat prengué l'acord de posar en marxa el projecte del Museu d'Història de Catalunya.
El projecte de rehabilitació per tal d'adaptar-ho com a museu fou obra dels arquitectes Josep Benedicto i Rovira i Agustí Mateos Duch, que van proposar aprofitar les quatre plantes del conjunt i construir un nou pis on hi ha la cafeteria i la terrassa del museu. Aprofitant el pati, es va crear un gran espai buit al centre mateix de l'edifici, per fer-lo menys feixuc i, alhora, per articular-hi la circulació vertical i es realitzaren nous tancaments de cristall que permeten mantenir la relació de l'espai central amb el port.